# Ekebergsmarmor

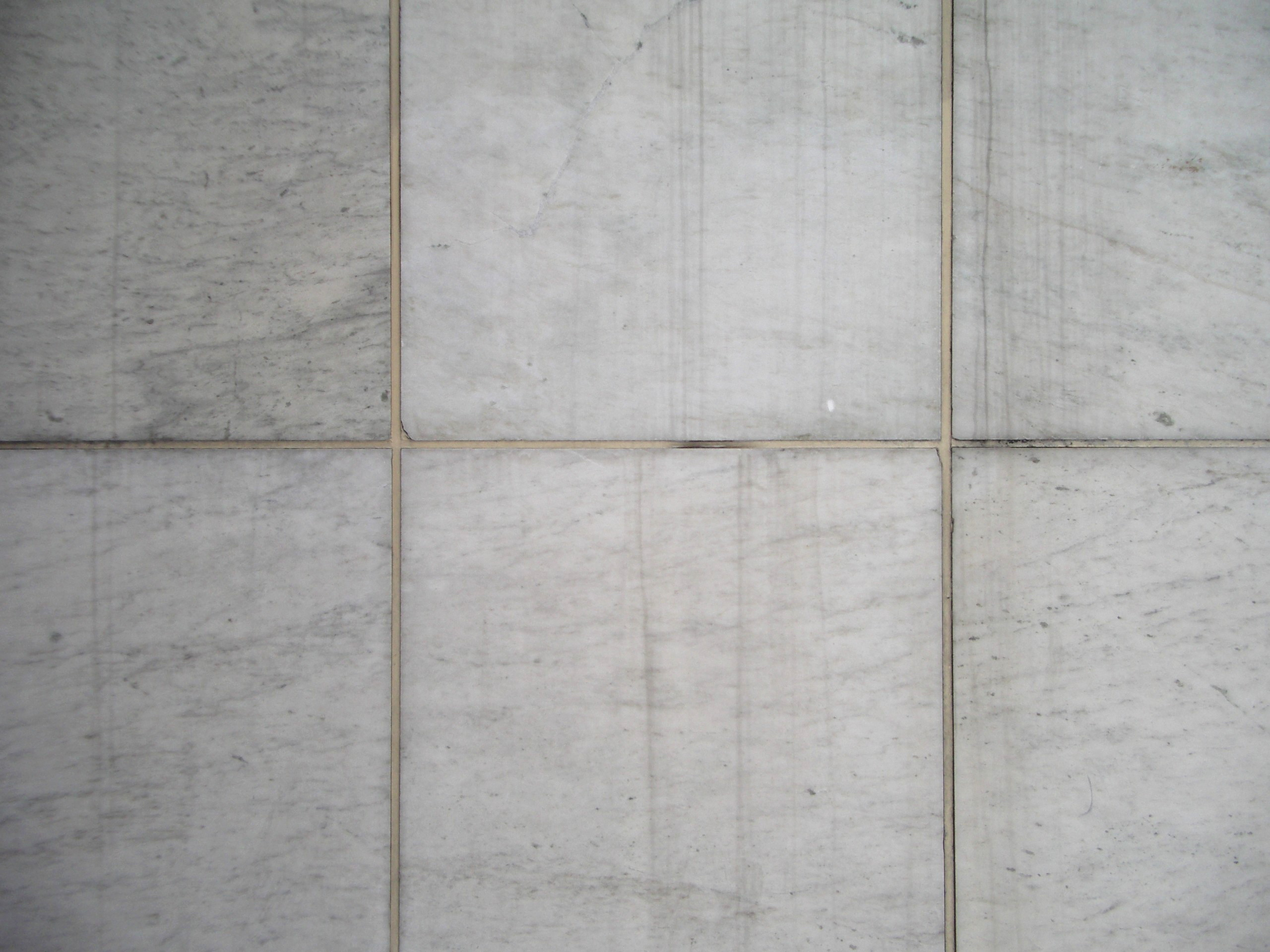
Ekebergsmarmor på Folksamhuset i Stockholm i svagt vinterljus

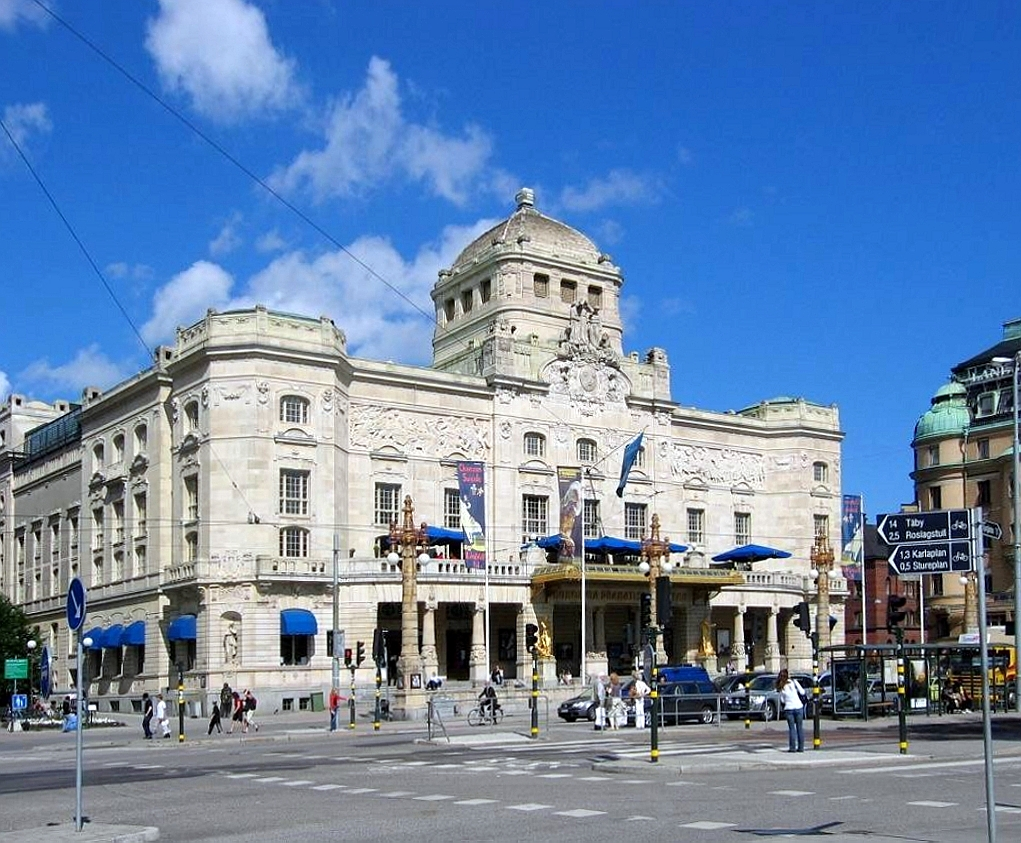
Dramaten i Stockholm, ritad av Fredrik Lilljekvist, uppförd 1901–08 och klädd med ekebergsmarmor

Ekebergsmarmor är en dolomitisk marmor, som fått namn efter Ekebergs gård vid Hjälmaren och bryts vid Glanshammar nordost om Örebro. Den är Närkes landskapssten under benämningen dolomitmarmor. Används som byggnadssten i husfasader, för skulpturer och ornament och som industriellt råmaterial för till exempel skurpulver och gräsgödningsmedel. Ljus ekebergsmarmor är den ena av de mest kända svenska marmorsorterna, den andra är den gröna, kalcitiska, kolmårdsmarmorn. 
Marmor utan föroreningar är vit; den vanliga ekebergsmarmorn är vit med en dragning åt gult, inte lika bländvit som den lysande vita, klassiska italienska skulpturmarmorn från Carrara. Denna ljusa marmor är inte beständig utomhus, utan drar åt grått, varmt grågult eller rosa. Det finns även blå ekebergsmarmor.
Den vita ekebergsmarmorn användes för första gången som fasadbeklädnad på 1890-talet av Isak Gustaf Clason i von Rosenska palatset. De svenska arkitekterna hade tagit intryck av "The White City"s ljusa utställningsbyggnader på Världsutställningen i Chicago 1893, och anpassade till svenska förhållanden kom ekebergsmarmorn väl till pass i påkostade byggnader. von Rosens palats följdes i huvudstaden av Oscarskyrkan (uppförd 1897–1903), Sundsvalls enskilda bank (1897–1903) och Kungliga Dramatiska Teatern (1901–1908). Andra senare exempel är Sven Ahlboms Västerås stadshus och Nils Einar Erikssons Folksamhuset vid Skanstull i Stockholm. 
Exempel på skulptur i ekebergsmarmor är Thorwald Alefs Solbadande flickor i Falkenberg. Exempel på ornament är dopfunterna i Olaus Petri kyrka i Stockholm och Överluleå kyrka.

## Användning
- Dramaten, Stockholm, fasader, 1901–08
- Medborgarhuset i Eslöv, trappan mellan entréplan och garderober, 1955–57
- Folksamhuset, Stockholm, fasader
- Palast der Republik i Berlin, byggt 1975-1977 och numera rivet. Invändigt klätt i ekebergsmarmor i stor utsträckning.